# Paraxeloma mashuna
Paraxeloma mashuna är en skalbaggsart som beskrevs av Louis Albert Péringuey 1907. Paraxeloma mashuna ingår i släktet Paraxeloma och familjen Cetoniidae. Inga underarter finns listade i Catalogue of Life.